# Florin Andone
Florin Andone (Botoșani, 11 aprile 1993) è un calciatore rumeno con passaporto spagnolo, attaccante dell'Atlético Baleares.

## Carriera

### Club
Nato a Botoșani, in Romania, si trasferisce nel 2005, dopo la morte del padre in un incidente stradale a Vinaròs, nella Comunità Valenciana. Inizia a giocare nel Vinaròs CF. Nel 2008 si trasferisce al Castellón, con cui esordisce in terza serie, la Segunda División B, il 16 gennaio 2011. Colleziona 4 presenze in campionato, con la squadra che alla fine della stagione retrocede.
Gioca poi due anni nelle serie minori nella terza squadra del Villarreal. Nella stagione 2013-2014 è ceduto in prestito all'Atlético Baleares, con cui segna 12 gol in 34 presenze nella terza serie spagnola.
Il 3 luglio 2014 è ceduto al Córdoba, con cui inizialmente gioca alcune partite nella squadra riserve. Passato in prima squadra il 29 novembre per volontà dell'allenatore Miroslav Đukić, il 3 dicembre esordisce in prima squadra sul campo del Granada, in Coppa del Re. Chiude la stagione 2014-2015, conclusasi con la retrocessione della sua squadra, con 5 gol in 20 presenze in massima serie e un gol in 2 presenze in Coppa del Re.
Nella stagione successiva, nella Segunda División 2015-2016, segna ben 21 gol in 36 presenze, ma deve rinunciare a partecipare ai play-off per la promozione in Primera División poiché è impegnato con la sua nazionale nell'Europeo 2016. Il 3 aprile segna la sua prima tripletta nel 4-4 contro il Gimnàstic.
Il 22 luglio 2016 si trasferisce al Deportivo La Coruña per 4,7 milioni di euro più il 30% dei ricavi di una futura cessione. Il 19 agosto 2016 debutta con la nuova maglia contro l'Eibar (vittoria per 2-1). Segna il primo gol con la maglia del Depor il 5 novembre 2016 aprendo le mercature contro il Granada (1-1). A dicembre è eletto giocatore della Liga del mese (3 gol e 2 assist).
Nell'anno 2018 si trasferisce dal Deportivo al Brighton; nella stagione 2019-2020 realizza 2 reti in 9 presenze con il Galatasaray, club della prima divisione turca a cui era stato ceduto in prestito; nella stagione 2021-2022 gioca in prestito al Cadice, nella prima divisione spagnola.

### Nazionale
Nel 2012 ha giocato 3 partite con la nazionale Under-19; il 13 giugno 2015 ha esordito con la nazionale maggiore, giocando 18 minuti nella partita pareggiata per 0-0 contro l'Irlanda del Nord.
Viene convocato per gli Europei 2016 in Francia.

## Statistiche

### Cronologia presenze e reti in nazionale
| Cronologia completa delle presenze e delle reti in nazionale ― Romania | Cronologia completa delle presenze e delle reti in nazionale ― Romania | Cronologia completa delle presenze e delle reti in nazionale ― Romania | Cronologia completa delle presenze e delle reti in nazionale ― Romania | Cronologia completa delle presenze e delle reti in nazionale ― Romania | Cronologia completa delle presenze e delle reti in nazionale ― Romania | Cronologia completa delle presenze e delle reti in nazionale ― Romania | Cronologia completa delle presenze e delle reti in nazionale ― Romania |
| Data                                                                   | Città                                                                  | In casa                                                                | Risultato                                                              | Ospiti                                                                 | Competizione                                                           | Reti                                                                   | Note                                                                   |
| ---------------------------------------------------------------------- | ---------------------------------------------------------------------- | ---------------------------------------------------------------------- | ---------------------------------------------------------------------- | ---------------------------------------------------------------------- | ---------------------------------------------------------------------- | ---------------------------------------------------------------------- | ---------------------------------------------------------------------- |
| 13-6-2015                                                              | Belfast                                                                | Irlanda del Nord                                                       | 0 – 0                                                                  | Romania                                                                | Qual. Euro 2016                                                        | -                                                                      | 72’                                                                    |
| 7-9-2015                                                               | Bucarest                                                               | Romania                                                                | 0 – 0                                                                  | Grecia                                                                 | Qual. Euro 2016                                                        | -                                                                      | 80’                                                                    |
| 8-10-2015                                                              | Bucarest                                                               | Romania                                                                | 1 – 1                                                                  | Finlandia                                                              | Qual. Euro 2016                                                        | -                                                                      | 69’                                                                    |
| 17-11-2015                                                             | Bologna                                                                | Italia                                                                 | 2 – 2                                                                  | Romania                                                                | Amichevole                                                             | 1                                                                      | 69’                                                                    |
| 27-3-2016                                                              | Cluj-Napoca                                                            | Romania                                                                | 0 – 0                                                                  | Spagna                                                                 | Amichevole                                                             | -                                                                      | 74’                                                                    |
| 3-6-2016                                                               | Bucarest                                                               | Romania                                                                | 5 – 1                                                                  | Georgia                                                                | Amichevole                                                             | -                                                                      | 64’                                                                    |
| 10-6-2016                                                              | Saint-Denis                                                            | Francia                                                                | 2 – 1                                                                  | Romania                                                                | Euro 2016 - 1º turno                                                   | -                                                                      | 61’                                                                    |
| 15-6-2016                                                              | Parigi                                                                 | Romania                                                                | 1 – 1                                                                  | Svizzera                                                               | Euro 2016 - 1º turno                                                   | -                                                                      | 84’                                                                    |
| 19-6-2016                                                              | Lione                                                                  | Romania                                                                | 0 – 1                                                                  | Albania                                                                | Euro 2016 - 1º turno                                                   | -                                                                      | 68’                                                                    |
| 4-9-2016                                                               | Cluj-Napoca                                                            | Romania                                                                | 1 – 1                                                                  | Montenegro                                                             | Qual. Mondiali 2018                                                    | -                                                                      | 48’ 70’                                                                |
| 11-10-2016                                                             | Astana                                                                 | Kazakistan                                                             | 0 – 0                                                                  | Romania                                                                | Qual. Mondiali 2018                                                    | -                                                                      | 84’                                                                    |
| 11-11-2016                                                             | Bucarest                                                               | Romania                                                                | 0 – 3                                                                  | Polonia                                                                | Qual. Mondiali 2018                                                    | -                                                                      | 46’ 79’                                                                |
| 15-11-2016                                                             | Groznyj                                                                | Russia                                                                 | 1 – 0                                                                  | Romania                                                                | Amichevole                                                             | -                                                                      |                                                                        |
| 10-6-2017                                                              | Varsavia                                                               | Polonia                                                                | 3 – 1                                                                  | Romania                                                                | Qual. Mondiali 2018                                                    | -                                                                      |                                                                        |
| 13-6-2017                                                              | Cluj-Napoca                                                            | Romania                                                                | 3 – 2                                                                  | Cile                                                                   | Amichevole                                                             | -                                                                      | 46’                                                                    |
| 1-9-2017                                                               | Bucarest                                                               | Romania                                                                | 1 – 0                                                                  | Armenia                                                                | Qual. Mondiali 2018                                                    | -                                                                      |                                                                        |
| 4-9-2017                                                               | Podgorica                                                              | Montenegro                                                             | 1 – 0                                                                  | Romania                                                                | Qual. Mondiali 2018                                                    | -                                                                      | 64’                                                                    |
| 5-10-2017                                                              | Ploiești                                                               | Romania                                                                | 3 – 1                                                                  | Kazakistan                                                             | Qual. Mondiali 2018                                                    | -                                                                      | 66’                                                                    |
| 8-10-2017                                                              | Copenaghen                                                             | Danimarca                                                              | 1 – 1                                                                  | Romania                                                                | Qual. Mondiali 2018                                                    | -                                                                      | 70’                                                                    |
| 9-11-2017                                                              | Cluj-Napoca                                                            | Romania                                                                | 2 – 0                                                                  | Turchia                                                                | Amichevole                                                             | -                                                                      | 66’ 74’                                                                |
| 14-11-2017                                                             | Bucarest                                                               | Romania                                                                | 0 – 3                                                                  | Paesi Bassi                                                            | Amichevole                                                             | -                                                                      | 46’                                                                    |
| 6-9-2019                                                               | Bucarest                                                               | Romania                                                                | 1 – 2                                                                  | Spagna                                                                 | Qual. Euro 2020                                                        | 1                                                                      | 56’                                                                    |
| 8-9-2019                                                               | Ploiești                                                               | Romania                                                                | 1 – 0                                                                  | Malta                                                                  | Qual. Euro 2020                                                        | -                                                                      |                                                                        |
| 12-10-2019                                                             | Tórshavn                                                               | Fær Øer                                                                | 0 – 3                                                                  | Romania                                                                | Qual. Euro 2020                                                        | -                                                                      | 65’                                                                    |
| 15-10-2019                                                             | Bucarest                                                               | Romania                                                                | 1 – 1                                                                  | Norvegia                                                               | Qual. Euro 2020                                                        | -                                                                      | 63’                                                                    |
| Totale                                                                 |                                                                        | Presenze                                                               | 25                                                                     |                                                                        | Reti                                                                   | 2                                                                      |                                                                        |

## Palmarès

### Club

#### Competizioni nazionali
- Supercoppa di Turchia: 1

Galatasaray: 2019

### Individuale
- Trofeo Pichici della Segunda División: 1

2015-2016 (21 reti)